# مارکوس رینر
مارکوس رینر (عبری: מרכוס ריינר‎؛ ۵ ژانویهٔ ۱۸۸۶ – ۲۵ آوریل ۱۹۷۶) یک دانشمند اهل اسرائیل بود. زمینه اصلی مطالعاتی وی رئولوژی بود و در سال ۱۹۵۸ موفق به دریافت جایزه اسرائیل شد.